# Крошина Марина Василівна
Марина Василівна Крошина (18 квітня 1953, Алма-Ата — 4 липня 2000, Київ) — українська радянська тенісистка, тренерка, Заслужений майстер спорту СРСР (з 1986 року).

## Біографія
Народилася 18 квітня 1953 року в місті Алма-Аті. Її батько був художником-архітектором, а мати, Ольга Зобачова, чемпіонкою Узбекистану і Середньої Азії з шахів. 
В Алма-Аті почала займатися тенісом. Стала семиразовою чемпіонкою СРСР, п'ятиразовою чемпіонкою Європи, двічі чемпіонкою юнацького Вімблдону (1970 і 1971 роки), переможницею відкритого чемпіонату США (1973), переможцем багатьох міжнародних тенісних турнірів у Швеції, Польщі, Франції.

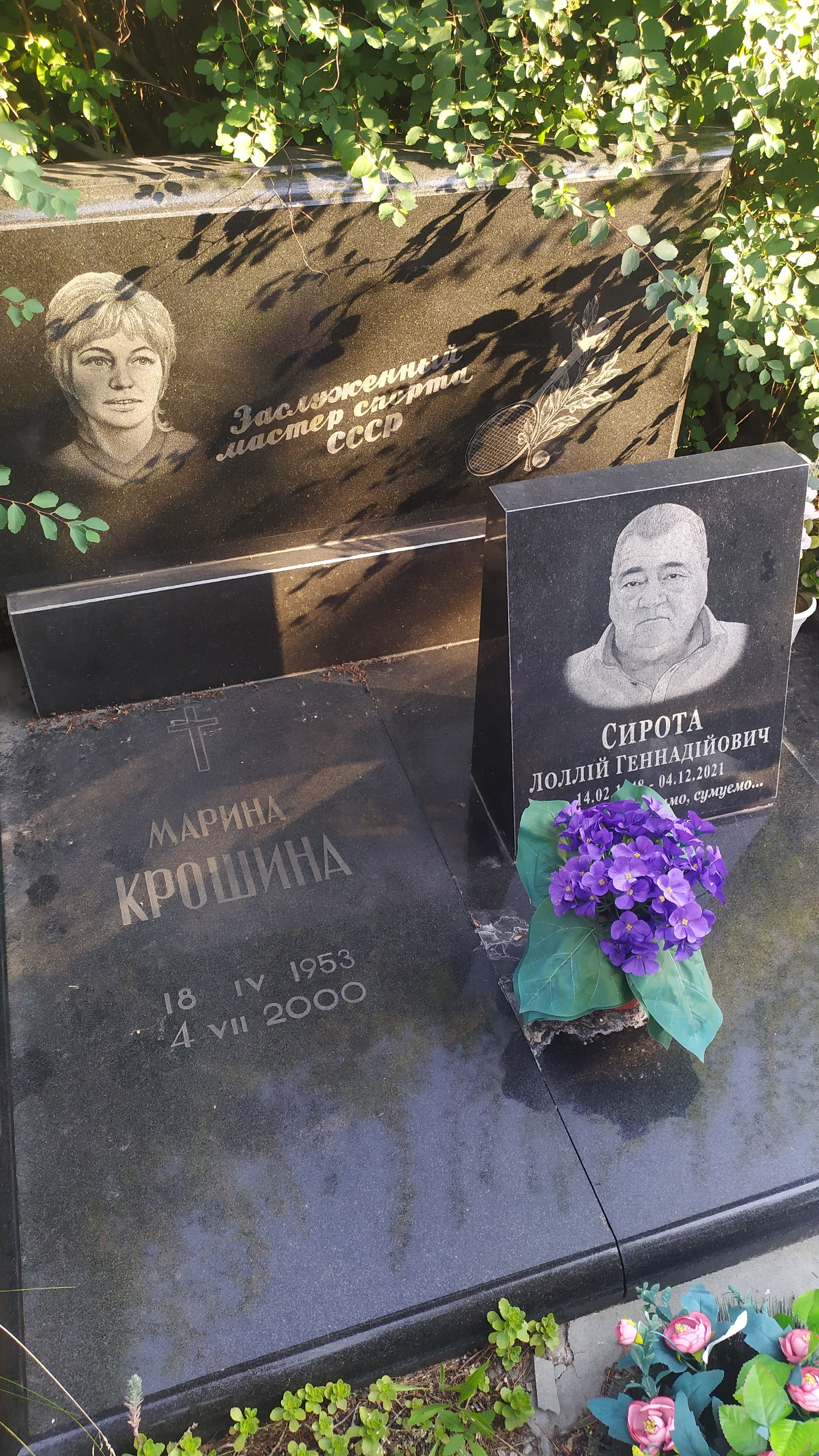
Могила Марини Крошиної та її чоловіка, Байкове кладовище

У 1972 році одружилася з донецьким греком, лікарем Лоллієм Сиротою (1948—2021) і переїхала до Донецька. В жовтні 1981 Крошина завоювала золоту медаль на чемпіонаті СРСР з тенісу, який проходив у Донецьку.
Після закінчення професійної кар'єри працювала тренеркою. Переїхала до Москви, потім до Києва. Закінчила факультет журналістики. У 1993 році видала перший в Україні підручник з тенісу «Мій теніс».
В останні роки життя тяжко хворіла. 4 липня 2000 року покінчила життя самогубством, викинувшись з вікна своєї квартири на восьмому поверсі будинку на вулиці Антоновича в Києві. Похована у колумбарії Байкового кладовища разом із чоловіком.

## Вшанування пам'яті
У Києві, в тенісному клубі «Балуті груп», де вона працювала, проводиться дитячий тенісний турнір пам'яті Марини Крошиної.